# Bogate
Bogate – wieś w Polsce położona w województwie mazowieckim, w powiecie przasnyskim, w gminie Przasnysz. Ma status sołectwa.
W latach 1954–1968 wieś należała i była siedzibą władz gromady Bogate, po jej zniesieniu w gromadzie Dobrzankowo. W latach 1975–1998 miejscowość administracyjnie należała do województwa ostrołęckiego.
Przez miejscowość przepływa Węgierka, dopływ Orzyca.

## Historia
Nazwa Bogate pochodzi najprawdopodobniej od pierwszych właścicieli wioski - rodziny Bogackich lub, jak podają inne źródła, jest związana z bogactwem i pomyślnością. Nie można dokładnie określić czasu powstania Bogatego, jednak pierwsza wzmianka o wsi pochodzi z początku XV wieku.
W 1399 roku w Bogatem została erygowana parafia pw. św. Jana Ewangelisty (dekanat makowski). 
Początkowo wioska była w posiadaniu rodziny Bogackich, herbu Prawdzic.
Najznamienitszą postacią wśród tego rodu był Mikołaj Wąż z Dobrzankowa i Bogatego, kasztelan ciechanowski i czerski. Od 1469 r. wojewoda mazowiecki Mikołaj Wąż był największym właścicielem ziemskim w ówczesnym czasie na Mazowszu. To do niego należały wioski po obu stronach rzeki Węgierki, nad którą położone jest Bogate. W 1481 r. ufundował w Bogatem gotycki kościół, który zbudował najprawdopodobniej Jan Zawisza z Bogatego. Za panowania Stanisława Bogackiego, jednego z potomków Mikołaja Węża majątek liczył 594 ha.
W 1563 r. Bogate nabyli Narzymscy herbu Dołęga i mieli w posiadaniu do roku 1866. W XVI w. w historię Bogatego wpisuje się nowa instytucja - szkoła. Najstarsze zapiski dotyczące jej istnienia pochodzą z wizytacji i zostały spisane w 1586 r.
W roku 1759 Jakub Florian Narzymski, stolnik zakroczymski, podkomorzy nurski i przyszły wojewoda pomorski wzniósł pałac, przy którym były dwie oficyny. Rodzina Narzymskich miała również wkład w rozwój miejscowej parafii. Antoni Tadeusz Norbert Narzymski, biskup sufragan płocki, syn Jakuba Narzymskiego w 1778 r. został mianowany biskupem tytularnym ewaneńskim, sufraganem pułtuskim. Mimo to dużo czasu spędzał w Bogatem. W pałacu urządził prywatną kaplicę, w której miał kapelana Stanisława Załuskiego. Zmarł 10 lutego 1799 r. w Przasnyszu. Został pochowany w podziemiach kościoła w Bogatem.
Ostatnim właścicielem Bogatego z rodziny Narzymskich był Józef - dramaturg i komediopisarz. W 1861 r. wyjechał on z Bogatego, a w 1866 r. całe dobra Narzymskich sprzedał Stanisławowi Światłowskiemu. Zmarł 4 lipca 1872 r. na gruźlicę w Jaworznie. Został pochowany w Krakowie. Majątek przez 14 lat był w posiadaniu Stanisława Swiatłowskiego, a w 1880 r. nabył go Konstanty Jankowski. Jego syn Metodiusz, nie miał potomstwa, żona Metodiusza - Bronisława przekazała dworek swojej kuzynce Irenie Kołakowskiej. W czasie I wojny światowej poważnie ucierpiał kościół we wsi.

### Okupacja
W chwili wybuchu II wojny światowej życie w Bogatem i jego okolicach zupełnie się zmieniło. Nauka w szkole już się nie rozpoczęła, niektórzy nauczyciele zostali wcieleni do wojska jako oficerowie rezerwowi. Na czas wojny w nowym budynku szkoły (został on oddany do użytku 1 września 1935 r.) została umiejscowiona gmina niemiecka, której komisarzem był Looper.
W lasku mieli swoją siedzibę mechanicy niemieccy, którzy naprawiali czołgi przyprowadzane z frontu. Kościół podczas wojny spełniał rolę więzienia, przebywali w nim ludzie wysiedleni. Był bardzo zanieczyszczony i zaniedbany. Na plebanii Niemcy usytuowali komisariat niemiecki do czasu, gdy po przeciwnej stronie ulicy zbudowali nowy budynek aresztu.
Na miejscu dzisiejszej plebanii znajdowała się piwnica. W niej trzymano więźniów, bito ich i torturowano. Więźniem mógł zostać każdy mieszkaniec, który przekroczył prawo narzucone przez Niemców lub złamał jeden z panujących zakazów. Po dotarciu i zajęciu przez okupanta Przasnysza oraz okolic, a było to 3 września 1939 r. Niemcy wprowadzili własne rządy. Zamykano szkoły, zakazano zawierania związków małżeńskich, wprowadzono talony tzw. „becukrzaje” na żywność, ubrania oraz obuwie. Ustanowiono także godzinę policyjną i obowiązkowe kontyngenty zboża, mleka oraz mięsa.